# أنتوني د. سميث
أنتوني د. سميث (بالإنجليزية: Anthony D. Smith)‏ هو عالم إنسان بريطاني، ولد في 1939 في لندن في المملكة المتحدة، وتوفي بنفس المكان في 20 يوليو 2016.